# Gollum
Gollum é um personagem fictício das obras do filólogo e professor britânico J. R. R. Tolkien. Ele foi introduzido na obra de fantasia O Hobbit de 1937 e se tornou um importante personagem na sequência O Senhor dos Anéis. Gollum era um hobbit cascalvas, do povo do rio, que viveu perto dos Campos de Lis. Originalmente conhecido como Sméagol, ele foi corrompido pelo Um Anel e, mais tarde, foi chamado de Gollum após o seu hábito de fazer "barulhos horríveis em sua garganta ao engolir".

## Enredo
Sméagol, como era antigamente chamado, vivia nos Campos de Lis. O povo de Sméagol vivia nos Vales do Anduin perto dos Campos de Lis.
Eram descendentes da linhagem hobbit dos Grados, que migraram para lá vindos de Eriador, por volta de 1356. Os Grados e os Hobbits mantinham hábitos e feições comuns; mas os Grados eram pouco mais primitivos que os parentes distantes, estabelecidos no Condado.
Sméagol provavelmente nasceu no dia 29 de abril de 2463. Era membro de uma grande, próspera e respeitada família, que tinha sua avó como matriarca. No dia do seu aniversário, dia 29 de abril de 2463 da Terceira Era, Sméagol foi pescar com seu primo Déagol. Déagol foi puxado para a água por um peixe, e emergiu com um anel de ouro. Ambos contemplavam o Um Anel, pertencente a Sauron, o Senhor das Trevas, e perdido durante a morte de Isildur na batalha dos Campos de Lis muito tempo antes. O desejo de Sméagol pelo Anel levou-o a matar Déagol. Ele escondeu o corpo e ninguém jamais descobriu o que aconteceu com Déagol.
Sméagol descobriu os poderes do Um Anel ainda sob o teto de sua avó, usando-o para descobrir segredos, cometer pequenos furtos e toda a sorte de malfeitos. Com o tempo, os atos de Sméagol começaram a refletir em sua família, que o desprezava cada vez mais. Sua garganta começou a fazer um barulho muito característico, o que lhe rendeu o apelido "Gollum". Finalmente, a avó de Sméagol o expulsou de seu lar.
Sméagol vagou ao norte pelas bordas do Anduin, sem destino. Seu corpo sofreu alterações significativas. Com o tempo, começou a odiar a luz do Sol, buscando lugares cada vez mais escuros.

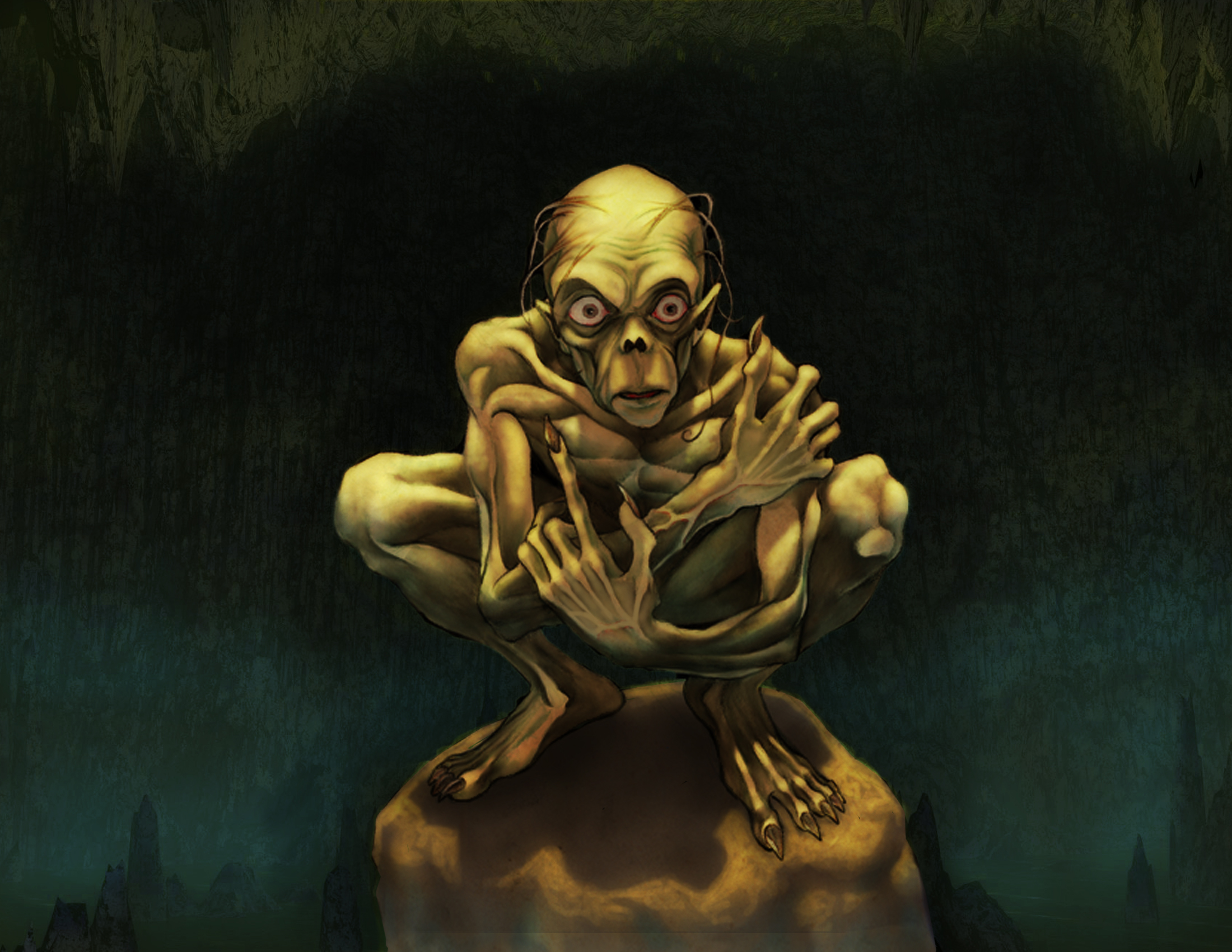
Representação visual de Gollum, por Daniel Govar (Saulone).

Encontrou refúgio nas Montanhas Sombrias, e ali sofreu as mudanças físicas mais drásticas: sua pele perdeu cor e textura, os membros ficaram desproporcionais, os cabelos caíram significativamente e os olhos dilataram consideravelmente. A mente de Gollum foi consumida pelo Um Anel, mas não destruída. O Um Anel prolongou a vida de Gollum, mas não quebrou a resistência natural de Gollum a seus desígnios. Gollum, afinal, descendia de hobbits.
Gollum viveu por cerca de 500 anos com o Um Anel, nas Montanhas Sombrias. Se alimentava basicamente de peixe cru, embora conseguisse abater alguns orcs que moravam ali. Os poderes do O Anel facilitavam a caça. O Anel possuía vontade própria. Quando Gollum não lhe era mais útil, o Um Anel o abandonou. Isto ocorreu no ano de 2941 da Terceira Era, justamente quando uma comitiva formada por 13 anões, um mago e um hobbit explorava as Montanhas Sombrias. Foi assim que Bilbo Bolseiro encontrou o Um Anel, o que não era esperado.
Tentando unir o útil (a recuperação do Um Anel) ao agradável (Gollum pretendia ter Bilbo Bolseiro nas próximas refeições), Gollum propôs um jogo de adivinhas. Se ele vencesse, poderia devorar Bilbo e ficar com o Um Anel; se Bilbo vencesse, Gollum lhe mostraria a saída. As adivinhas que Bilbo fez lhe lembravam do mundo exterior, o que irritou Gollum. Bilbo fez a adivinha derradeira: “o que tenho no bolso ?" Enquanto questionava Gollum, Bilbo tinha as mãos no Um Anel. E Gollum falhou, perdendo o jogo.

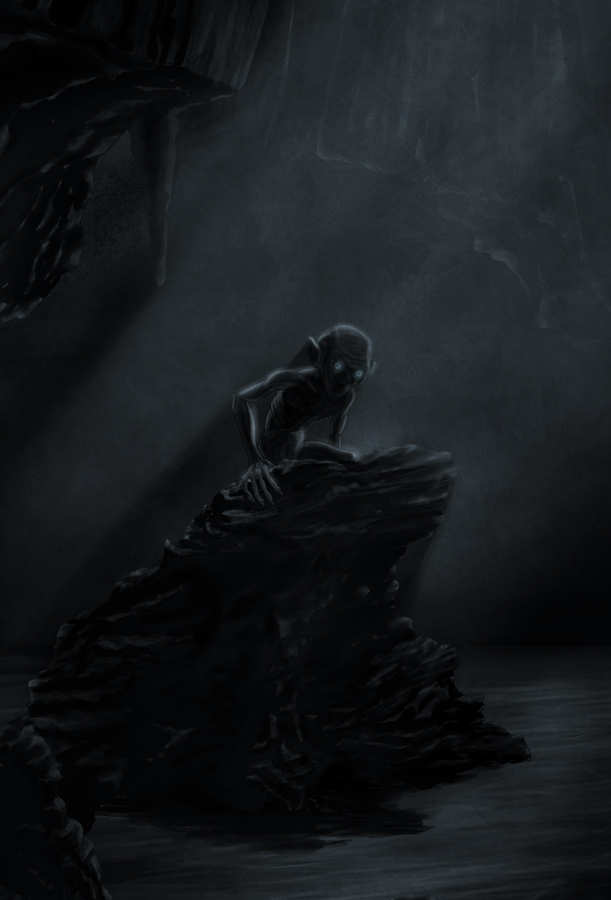
Representação visual de Gollum, por Argent-Sky.

A rivalidade entre Gollum e Bilbo é marcada pelas circunstâncias da saída do hobbit da caverna de Gollum. Bilbo logo descobriu as habilidades do Um Anel, e sabendo que Gollum o mataria, permaneceu invisível dentro da caverna, esperando que Gollum mostrasse o caminho para a saída. Quando isso aconteceu (Gollum foi esperar Bilbo na saída, para matá-lo e reaver o Um Anel), Bilbo pensa em matar Gollum, mas se arrepende. Gollum percebe que Bilbo está usando o Um Anel quando o sente pular por cima de si, e tenta agarrá-lo. Sem sucesso, mais uma vez, Gollum jura vingança.
Depois de uma longa jornada de descobertas sobre Bilbo e o Um Anel, Gollum foi capturado e levado para Barad-dûr, onde foi interrogado e torturado por asseclas do Senhor das Trevas. Sauron queria informações sobre o Um Anel, mas foi surpreendido pela resistência de Gollum, que vinha de sua herança hobbit e da necessidade pelo Um Anel. Gollum desejava tanto o artefato, que tentava escondê-lo até mesmo de Sauron. Finalmente, após torturas extremas, Gollum revelou os nomes "Bolseiro" e "Condado"; mas fez todos acreditarem que o Condado ficava nos Vales do Anduin.
Após sair de Mordor ele passa a seguir a sociedade do anel, a fim de obter seu "precioso", logo Frodo Bolseiro, que é agora o portador do Um anel, e seu amigo Samwise Gamgee o encontram e o fazem prisioneiro, Gollum diz que pode servir Frodo se ele o libertasse e que ele não iria tentar pegar o anel, Frodo fica com pena de Gollum e pede que ele seja o guia de Frodo e Sam e os leve até Mordor, Gollum aceita mas no caminho ele planeja matar os hobbits e pegar o anel. No caminho para Mordor Frodo tenta ajudar Gollum a ser bom, por um pouco tempo ele conseguiu fazer sua metade boa prevalecer, pois Frodo o chamou pelo seu verdadeiro nome Sméagol, mas depois de um certo mal entendido, Sméagol volta a ser traiçoeiro e cruel, mas finge ser bom, depois de ser descoberto por Frodo, o mesmo luta com ele e o joga de um penhasco, Gollum sobrevive e encontra Frodo na Montanha da Perdição prestes a fugir com o anel, Sméagol arranca o dedo indicador esquerdo de Frodo e com ele o seu tão desejado anel, mas acaba por perder seu balanço e cair na lava (no filme, é Frodo quem faz ele cair) junto com seu "precioso" e por causa de Gollum no final de tudo Sauron foi destruído para sempre e a Terra-Média foi salva.

## Importância literária
O Anel foi descoberto por Bilbo Bolseiro no ano de 2941, 478 anos após Sméagol/Gollum se ter apoderado dele. Esta personagem, que surge no conto O Hobbit como Gollum, é uma das que, ao ser incluída na trilogia, crescem em complexidade psicológica. Em O Senhor dos Anéis ele é claramente definido como sendo um Hobbit da raça dos Cascalvas, que teria sido sempre fascinado, e mesmo dominado, pelo inconsciente.
Na trilogia, depois da obtenção do Anel, o comportamento de Sméagol transformou-se, tendo sido reforçada a influência do inconsciente sobre a consciência. Por isso, todo o seu comportamento para com Frodo se caracteriza pela existência de uma dupla personalidade, à qual está associada uma forma de expressão verbal completamente distinta, como é frequente suceder nos casos de esquizofrenia.

## Em outras mídias
Na trilogia de filmes O Senhor dos Anéis, Sméagol, ou Gollum, foi interpretado pelo ator Andy Serkis, que, anos depois, trabalhou novamente com o diretor Peter Jackson (diretor da trilogia O Senhor dos Anéis) em King Kong, e em As Aventuras de Tintim: O Segredo do Licorne, juntamente com Steven Spielberg.